# Знамена на щатите в САЩ
Знамената на американските щати, територии и окръг Колумбия показват разнообразни регионални влияния и местни истории, както и различни стилове и принципи на проектиране. Въпреки това по-голямата част от знамената на щатите споделят един и същ дизайн, състоящ се от държавния печат, наложен върху монохромен фон, обикновено всеки с различен нюанс на синия цвят.
Най-новото приетото щатско знаме е това на Минесота, прието на 11 май 2024 г., а най-скоро приетото териториално знаме е това на Северните Мариански острови, прието на 1 юли 1985 г. Знамето на окръг Колумбия е прието през 1938 г. Скорошни закони в Масачузетс (2021 г.)  и Илинойс (2024 г.) започнали процеса на преработване на щатското си знаме. Мичиган също има планове да преработи знамето си в бъдеще, но това не е потвърдено. Мейн бе поставил редизайн на знаме в бюлетината през ноември 2024 г., но редизайнът не успял да спечели избора.

## История
Съвременните знамена на американските щати датират от 1890-те години, когато щатите желаят да имат отличителни символи на Световното изложение в Чикаго през 1893 г. Повечето знамена са проектирани и приети между 1893 г. и началото на Първата световна война.
Според проучване от 2001 г. на Северноамериканската вексилологична асоциация, Ню Мексико има знамето с най-добър дизайн от всичките американски щати или територии, докато Джорджия е с най-лош дизайн. Знамето на Небраска е определено като второто най-лошо. През 2003 г. Джорджия приема нов флаг.

## Настоящи щатски знамена
Датите в скоби означават кога текущият флаг е приет от законодателната власт на щата.
- Знаме на Алабама 
 (16 февруари 1895)
- Знаме на Аляска 
 (6 юли 1927)
- Знаме на Аризона 
 (25 януари 1917)
- Знаме на Арканзас 
 (16 март 1924)
- Знаме на Калифорния 
 (3 февруари 1911)
- Знаме на Колорадо 
 (31 март 1964)
- Знаме на Кънектикът 
 (9 септември 1897)
- Знаме на Делауеър 
 (24 юли 1913)
- Знаме на Флорида 
 (21 май 1985)
- Знаме на Джорджия 
 (19 февруари 2003)
- Знаме на Хаваи 
 (29 декември 1845)
- Знаме на Айдахо 
 (2 ноември 1957)
- Знаме на Илинойс 
 (27 юни 1969)
- Знаме на Индиана 
 (31 май 1917)
- Знаме на Айова 
 (12 март 1921)
- Знаме на Канзас 
 (22 септември 1961)
- Знаме на Кентъки 
 (26 март 1918)
- Знаме на Луизиана 
 (22 ноември 2010)
- Знаме на Мейн 
 (16 юни 1909)
- Знаме на Мериленд 
(25 ноември 1904)
- Знаме на Масачузетс 
(21 март 1971)
- Знаме на Мичиган 
 (26 юни 1911)
- Знаме на Минесота 
 (2 август 1983)
- Знаме на Мисисипи 
(23 април 1894 и 7 февруари 2001)
- Знаме на Мисури 
 (4 септември 1913)
- Знаме на Монтана
 (17 декември 1981)
- Знаме на Небраска 
(16 юли 1963)
- Знаме на Невада
 (25 юли 1991)
- Знаме на Ню Хампшър 
(30 ноември 1931)
- Знаме на Ню Джърси
 (15 януари 1896)
- Знаме на Ню Мексико
 (18 септември 1920)
- Знаме на Ню Йорк 
(1 април 1901)
- Знаме на Северна Каролина
 (24 юни 1991)
- Знаме на Северна Дакота 
(9 ноември 1943)
- Знаме на Охайо
 (9 май 1902)
- Знаме на Оклахома
 (1941; 1 ноември 2006)
- Знаме на Орегон (отпред)
 (15 април 1925)
- Знаме на Орегон (отзад)
- Знаме на Пенсилвания 
(24 април 1907)
- Знаме на Роуд Айлънд 
(27 юли 1640, официално на 1 ноември 1897)
- Знаме на Южна Каролина
 (28 септември 1861)
- Знаме на Южна Дакота 
(9 ноември 1992)
- Знаме на Тенеси
 (3 февруари 1905)
- Знаме на Тексас
 (25 януари 1839)
- Знаме на Юта 
(16 февруари 2011)
- Знаме на Върмонт 
(17 април 1923)
- Знаме на Вирджиния 
(1 февруари 1950)
- Знаме на Вашингтон
 (5 март 1923)
- Знаме на Западна Вирджиния
 (6 ноември 1929)
- Знаме на Уисконсин
 (1 май 1981)
- Знаме на Уайоминг 
(4 март 1917)

## Настоящи знамена на територии и федерални окръзи
Датите в скоби означават кога текущият флаг е приет от законодателната власт на територията или окръга.
- Знаме на Американска Самоа (територия)
(17 април 1960)
- Знаме на окръг Колумбия (федерален окръг)
(15 октомври 1938)
- Знаме на Гуам (територия)
(9 февруари 1948)
- Знаме на Северни Мариански острови (държава в политически съюз)
(1 юли 1985)
- Знаме на Пуерто Рико (свободно присъединила се територия)
(24 юли 1952)
- Знаме на Американските Вирджински острови (територия)
(17 май 1921)

Американското национално знаме е официалното знаме за всички острови, атоли и рифове, съставящи Малките далечни острови на САЩ. Все пак, неофициални знамена се използват на пет от деветте острова:
- Атол Мидуей
- Остров Наваса
- Остров Уейк

## Исторически знамена

### Бивши знамена на щати
- Знаме на Арканзас
(26 февруари 1913 – 1923)
- Знаме на Арканзас
(1923 – 1924)
- Знаме на Арканзас
(1924 – 2011)
- Знаме на Флорида
(септември 1868 – ноември 1900)[3]
- Знаме на Флорида
(ноември 1900 – май 1985)[3]
- Знаме на Джорджия
(неофициално, до 1879)
- Знаме на Джорджия
(1906 – 1920)
- Знаме на Джорджия
(1920 – 1956)
- Знаме на Джорджия
(1956 – 2001)
- Знаме на Джорджия
(2001 – 2003)
- Знаме на Илинойс
(1915 – 1969)
- Знаме на Луизиана
(януари 1861, неофициално)
- Знаме на Масачузетс
(до 1971, обратна страна)
- Знаме на Минесота (лицева страна)
(28 февруари 1893 – август 1957)
- Знаме на Минесота (обратна страна)
(28 февруари 1893 – август 1957)
- Знаме на Минесота
(август 1957 – август 1983)
- Знаме на Мисисипи
(1861 – 1865)
- Знаме на Мисисипи
(1894 – 1996)
- Знаме на Мисисипи
(1996 – 2001)
- Знаме на Ню Мексико
(1912 – 1925)
- Знаме на Ню Йорк
(1788 – 2 април 1901)
- Знаме на Невада
(20 юли 1905 – 1929)
- Знаме на Северна Каролина
(март 1885 – 24 юни 1991)
- Знаме на Оклахома
(1911 – 1925)
- Знаме на Оклахома
(1925 – 1941)
- Знаме на Оклахома
(1941 – 1988)
- Знаме на Оклахома
(1988 – 2006)
- Знаме на Роуд Айланд
(1882 – 1897)
- Знаме на Южна Каролина
(1775 – 1861)
- Знаме на Южна Дакота
(1909 – 1963)
- Знаме на Южна Дакота
(1963 – 1992)
- Знаме на Юта
(март 1903 – 1913)
- Знаме на Юта
(1913 – 16 февруари 2011)
- Знаме на Република Върмонт и щата Върмонт
(1 юни 1770 – 13 юни 1804)
- Знаме на Върмонт
(14 юни 1804 – 3 април 1837)
- Знаме на Върмонт
(6 април 1837 – 16 април 1923)
- Знаме на Вирджиния
(1861 – 1950)
- Знаме на Западна Вирджиния
(1905 – 1907)
- Знаме на Западна Вирджиния
(1907 – 1929)
- Знаме на Уисконсин
(1866 – 1913)
- Знаме на Уисконсин
(1913 – 1981)

### Американска гражданска война
- Знаме на Алабама
(7 ноември 1861 – 12 ноември 1865, лицева страна)[4]
- Знаме на Алабама
(7 ноември 1861 – 12 ноември 1865, обратна страна)[4]
- Знаме на Флорида
(27 септември 1861, неофициално)
- Знаме на Мисисипи
(15 април 1861 – 22 април 1865)
- Знаме на Северна Каролина
(16 март 1861 – 1 март 1885)

### Тексаска революция
- Знаме на Република Тексас (10 юни 1836 – 29 юни 1839)
- Знаме на тексаците в битката при Гонзалес

### Други
- Знаме на Западна Флорида
(10 август 1810)
- Знаме на Република Калифорния
(10 април 1846)